# Leicester City Football Club
Il Leicester City Football Club è una società calcistica inglese con sede nella città di Leicester. Milita in Championship, la seconda divisione del campionato inglese. Disputa le gare interne al King Power Stadium, un impianto da circa 32.000 posti a sedere.
Fondato nel 1884, il Leicester è affiliato alla Football Association da quando aveva la denominazione di Leicester Fosse Football Club, ma ha acquisito l'attuale ragione sociale nel 1919. Dopo aver esordito nel campionato di Second Division (seconda divisione inglese) nella stagione 1894-1895, ha preso parte ad altre sessantadue edizioni di seconda divisione e a quarantotto della massima serie.
La squadra è salita alla ribalta nazionale ed internazionale per l'inaspettata vittoria del campionato inglese nella stagione 2015-2016, sotto la guida tecnica dell'italiano Claudio Ranieri: apparentemente meno competitivo di altri club più blasonati, il Leicester si è reso protagonista di uno dei trionfi più sorprendenti nella storia del calcio; nel suo palmarès figurano anche tre Coppe di Lega inglesi (1963-1964, 1996-1997, 1999-2000), due Supercoppe d'Inghilterra (1971, 2021) e una Coppa d'Inghilterra (2020-2021).

## Storia

### Dagli inizi al cambio di nome
Il Leicester City fu fondato nel 1884 da un gruppo di studenti della Wyggeston School con il nome di "Leicester Fosse". Il club si unì alla Football Association solo nel 1890. Prima di trasferirsi al Filbert Street, il Leicester giocò in cinque diversi campi, incluso il Victoria Park nella zona sud-est del centro della città. Nel 1891 il club partecipò alla Midland League, dove nel 1894 terminò seconda guadagnandosi la promozione alla Division Two della Football League. Il primo match nella lega nazionale fu una sconfitta per 4–3 a Grimsby, mentre la prima vittoria ufficiale giunse la settimana dopo contro il Rotherham al Filbert Street. Nella stessa stagione il club realizzò la più ampia vittoria della sua storia, un 13–0 contro il Notts Olympic nel turno di qualificazione della FA Cup.
Nella stagione 1907-1908 il Leicester terminò seconda in Second Division, conquistando la promozione in First Division, la massima serie calcistica inglese. Tuttavia, il club retrocesse dopo una sola stagione, nella quale si registrò anche la peggior sconfitta di sempre, un 12–0 contro il Nottingham Forest. Nel 1919, al ritorno al calcio giocato dopo l'interruzione causata dalla prima guerra mondiale, il Leicester Fosse fallì per problemi di natura economica.
Tuttavia, grazie all'intervento del distretto di Leicester, che acquisì lo status di città proprio in quell'anno, il club venne rifondato e ribattezzato "Leicester City Football Club".

### Il secondo posto e il declino
Dopo il cambio di nome, negli anni Venti, incominciò un periodo di discreti successi: con in panchina Peter Hodge e con il capocannoniere Arthur Chandler in attacco, nella stagione 1924-25 il Leicester vinse la Division Two e nella stagione 1928–29 raggiunse la seconda posizione in classifica, terminando in First Division ad un solo punto dallo Sheffield Weds. Tuttavia gli anni Trenta videro un forte calo dei Foxes, compromesso in un sali e scendi dalla prima alla seconda divisione. Nel 1949 il Leicester raggiunse la finale di FA Cup per la prima volta nella sua storia, dove venne sconfitto per 3-1 dal Wolverhampton.

### L'avventura in First Division
Nel 1954 le Foxes vinsero la Second Division grazie ad Arthur Rowley, uno dei più prolifici attaccanti della storia del club. La retrocessione dalla massima serie arrivò la stagione seguente, ma sotto la guida di Dave Halliday nel 1957 venne riconquistato un posto in First Division e Rowley siglò il record del club con 44 goal in una sola stagione. Il Leicester rimase in prima categoria fino al 1969, il più lungo periodo di permanenza per i Foxes. Con Matt Gillies in panchina e Bert Johnson ad assisterlo, il Leicester raggiunse la finale di FA Cup per ben due volte, perdendole entrambe nelle edizioni del 1961 e del 1963. Nella finale persa del 1961 contro i già campioni d'Inghilterra del Tottenham però il club si guadagnò la possibilità di accedere all'edizione 1961-62 della Coppa delle Coppe.
Nella stagione 1962-1963 la squadra terminò quarta in First Division, grazie a ottime prestazioni sui difficili campi ghiacciati e innevati che quel duro inverno impose, gesta che valsero ai giocatori il soprannome di Ice Kings, "i re del ghiaccio". Nel 1964 Gillies portò il primo trofeo in casa Leicester, vincendo la Coppa di Lega contro lo Stoke City. Anche nell'annata seguente le Foxes raggiunsero la finale di League Cup, ma questa volta persero contro i londinesi del Chelsea. Il gioco proposto da Gillies e Johnson diventò piuttosto influente nel calcio britannico per la sua innovatività e capacità di cambiare rispetto agli schemi tradizionali. Dopo un brutto avvio di stagione, Matt Gillies abbandonò le Foxes nel novembre del 1968. il suo successore Frank O'Farrell non riuscì ad evitare la retrocessione, ma raggiunse comunque la finale di Coppa d'Inghilterra del 1969, persa contro il Manchester City.

### Dalla vittoria del Charity Shield agli anni di Lineker

Gary Lineker, cresciuto nelle giovanili delle Foxes e centravanti della prima squadra dal 1978 al 1985.

Nel 1971 il Leicester fece ritorno nella massima serie e vinse il Charity Shield. Infatti le Foxes furono chiamate straordinariamente, in quanto campioni della seconda divisione, a sostituire i campioni d'Inghilterra dell'Arsenal che avevano rinunciato alla competizione; contesero così il trofeo al Liverpool, finalista della FA Cup precedente. Il Leicester batté i Reds per 1-0, aggiudicandosi così un altro titolo. Frank McLintock, vecchia gloria degli anni cinquanta e sessanta del Leicester, prese nel 1977 il posto in panchina di Jimmy Bloomfield, che nei precedenti anni aveva solo raggiunto una semifinale di FA Cup. I Foxes retrocessero nella stagione 1977-1978 e McLintock venne esonerato. Jock Wallace, il suo sostituto, non tradì la favorevole tradizione degli allenatori scozzesi (dopo Peter Hodge e Matt Gillies), portando il Leicester a vincere la Second Division nel 1980.
Wallace non riuscì a rimanere in Division One, ma nel 1981-1982 raggiunse la semifinale di FA Cup. Con Wallace riuscì a emergere in prima squadra anche l'attaccante Gary Lineker. Come nuovo allenatore venne ingaggiato Gordon Milne, che raggiunse la promozione nel 1983. Sospinto da Lineker, il Leicester seppe mantenere il proprio posto in First Division, ma con la cessione del giocatore all'Everton, nel 1985, iniziò un periodo di declino, culminato con la retrocessione del 1986. Milne abbandonò nel 1986 e venne rimpiazzato nel 1987 da David Pleat, che venne esonerato nel gennaio 1991, dopo una sconfitta che relegò il Leicester al quart'ultimo posto.
Gordon Lee venne incaricato di traghettare il club fino alla fine della stagione; il Leicester vinse le ultime partite del campionato, evitando così la retrocessione in terza categoria. Nel 1991 venne così ingaggiato Brian Little e alla fine della stagione 1991-1992 il Leicester giocò i play-off per la promozione in Premiership, ma la sconfitta in casa del Blackburn Rovers non permise alle Foxes di raggiungere la neonata massima serie nazionale. Anche nel 1992-1993 il club raggiunse i play-off e fallì nuovamente, questa volta contro lo Swindon Town, che, in svantaggio di tre gol, ribaltò clamorosamente l'esito del match. La stagione 1993-1994 fu quella buona per il Leicester, che, battendo ai play-off il Derby County, riuscì a raggiungere l'agognata promozione, svanita negli anni precedenti. Il tecnico Little si trasferì all'Aston Villa e fu rimpiazzato da Mark McGhee, il quale non fu capace di salvare la massima categoria, dato che il Leicester chiuse al penultimo posto nella stagione 1994-1995, tornando in seconda serie. McGhee lasciò il club inaspettatamente nel dicembre 1995, quando il Leicester era in testa alla Division One (che sostituiva la seconda divisione).

### L'era O'Neill
McGhee fu sostituito da Martin O'Neill, che qualificò il Leicester ai play-off per la promozione nel 1995-1996; qui le Foxes ebbero la meglio nella finale contro il Crystal Palace. Nelle seguenti quattro stagioni il Leicester riuscì a classificarsi sempre tra le prime dieci della Premiership. Con O'Neill le Foxes vinsero, inoltre, per due volte la Coppa di Lega inglese, nel 1996-1997 e nel 1999-2000, e giunsero in finale nella competizione nel 1998-1999. Il club si qualificò alla Coppa UEFA nelle stagioni 1997-1998 e 2000-2001. Nel giugno 2000 O'Neill si accasò al Celtic. Al suo posto venne ingaggiato Peter Taylor, selezionatore della nazionale inglese Under-21.
Dopo una lunga striscia negativa di risultati, Taylor venne esonerato nell'ottobre 2001; gli subentrò il duo composto da Dave Bassett e Micky Adams, che tuttavia non riuscirono a rendere onore all'ultima stagione giocata al Filbert Street, terminando nella zona retrocessione della Premiership. Nella stagione 2002-2003 il Leicester si trasferì al nuovo Walkers Stadium, una moderna struttura da 32 500 posti. La Walkers, un'importante azienda di ristorazione della città, si aggiudicò i diritti di denominazione dello stadio per dieci anni. Nell'ottobre 2002 il club sprofondò in una crisi di liquidità, che causò un debito pari a circa 30 milioni di sterline.
L'allenatore Adams guidò il Leicester al secondo posto in Division One, piazzamento che automaticamente promosse il club in Premiership, con più di 90 punti. La permanenza nella serie massima fu, tuttavia, breve, tanto che l'anno seguente le Foxes tornarono in seconda divisione, ridenominata Football League Championship. Quando Adams rassegnò le proprie dimissioni dalla panchina nell'ottobre 2004, venne designato come suo successore Craig Levein, la cui esperienza fu breve e deludente. L'assistente allenatore Rob Kelly lo sostituì e, dopo una serie positiva di tre vittorie in quattro match, venne confermato fino al termine della stagione. Kelly traghettò il Leicester alla salvezza e nell'aprile 2006 fu nominato allenatore in via permanente.

### La presidenza di Mandarić
Nell'ottobre 2006 l'ex presidente del Portsmouth, Milan Mandarić, si interessò all'acquisto del Leicester per un prezzo che si aggirava intorno ai 6 milioni di sterline. Il cambio di proprietà venne ufficializzato il 13 febbraio 2007. L'11 aprile seguente Rob Kelly venne esonerato dalla panchina delle Foxes e sostituito da Nigel Worthington, che salvò il club dalla retrocessione, ma non si vide confermato l'incarico. Il 25 maggio 2007 il club annunciò l'arrivo di Martin Allen, ex allenatore dell'MK Dons. Il rapporto tra Allen ed il presidente Mandarić si inasprì e dopo solo quattro partite, di comune accordo, il contratto con il tecnico fu risolto.
Il 13 settembre 2007 Mandarić annunciò come nuovo allenatore del Leicester l'esperto Gary Megson, che lasciò il proprio ruolo già il 24 ottobre successivo, dopo sole sei settimane, accettando il contratto offertogli dai Bolton. Mandarić affidò la panchina alla coppia formata da Frank Burrows e Gerry Taggart, duo che sarebbe rimasto in carica fino all'assunzione di un nuovo allenatore. Il 22 novembre Ian Holloway approdò sulla panchina delle Foxes. Holloway passò immediatamente alla storia quale primo allenatore del Leicester dopo cinquant'anni a vincere la partita d'esordio, battendo il Bristol City per 2-0. Malgrado ciò il Leicester retrocesse dalla Championship alla fine della stagione 2007-2008 dopo un pareggio contro lo Stoke City. La dolorosa retrocessione in League One costò la panchina ad Holloway, che venne rimpiazzato da Nigel Pearson; l'annata 2008-2009 fu la prima nella storia del club in terza categoria.
Il Leicester ritornò in Championship già al termine di quell'annata, vincendo il titolo della League One con due giornate d'anticipo rispetto alla fine della competizione. La stagione 2009-2010 vide continuità di risultati: il Leicester terminò in quinta posizione, aggiudicandosi la possibilità immediata di partecipare ai play-off e dunque di tornare in Premier League. Nella semifinale dei play-off le Foxes vennero battute ai tiri di rigore dal Cardiff City. Il 29 giugno 2010 venne confermata la partenza di Nigel Pearson, che fu ingaggiato dall'Hull City; Mandarić lo sostituì con Paulo Sousa.

### La cordata Asian Football Investments

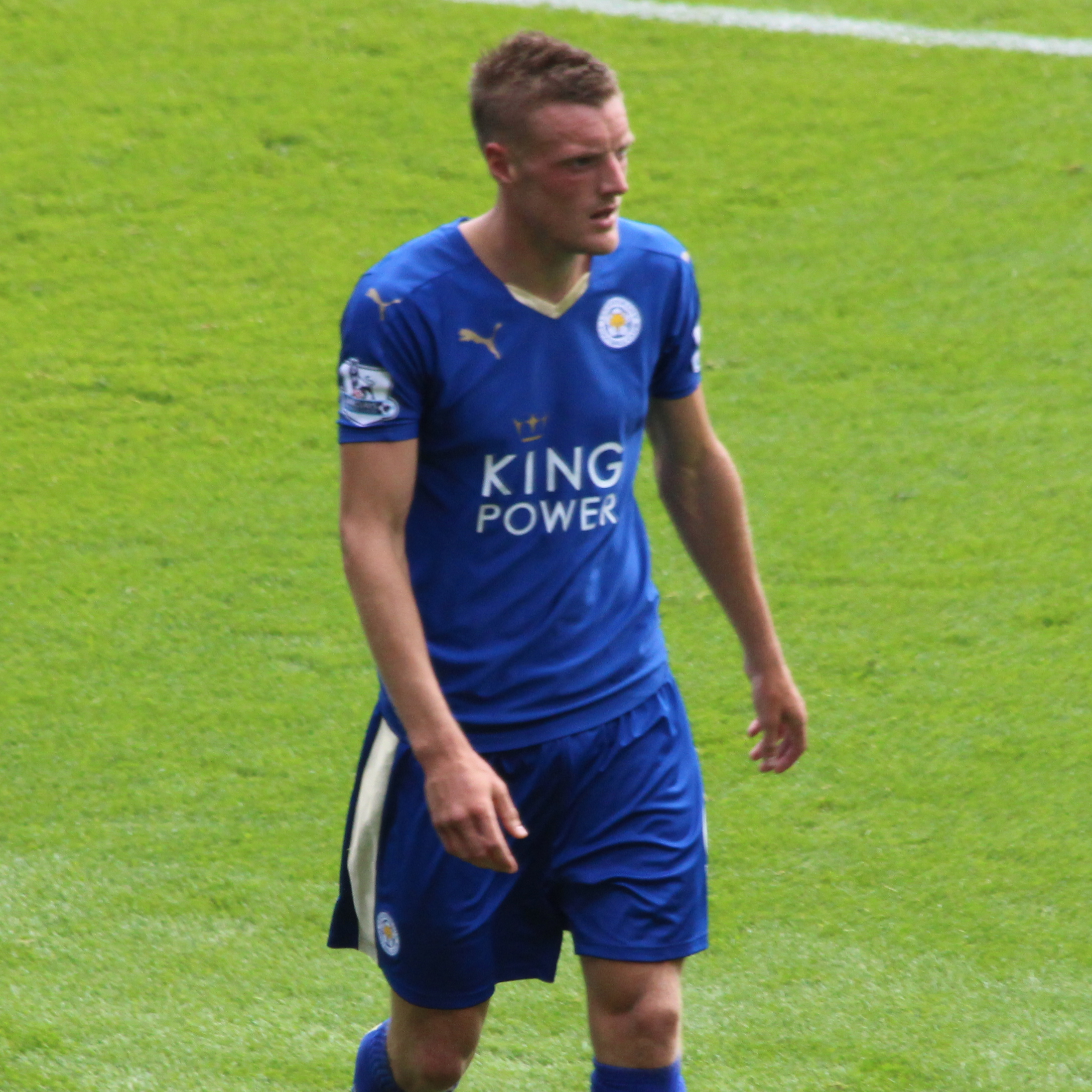
Jamie Vardy, acquistato dal Leicester nel 2012, fu tra i protagonisti del titolo nazionale vinto nel 2015-2016 e si laureò capocannoniere del campionato inglese nel 2019-2020.

Nell'agosto 2010, successivamente ad un accordo per la sponsorizzazione con il King Power Group, Mandarić vendette il club ad una cordata thailandese chiamata Asian Football Investments (AFI), guidata proprio dal King Power Group di Vichai Raksriaksorn.
Mandarić, azionista dell'AFI, fu comunque mantenuto come presidente del club. Il 1º ottobre 2010, dopo una deludente partenza che vide il Leicester ultimo in Championship, con una sola vittoria nelle prime nove partite, Paulo Sousa venne esonerato e rimpiazzato, due giorni più tardi, da Sven-Göran Eriksson, che firmò un contratto biennale con il Leicester. Il 10 febbraio 2011 Vichai Raksriaksorn divenne presidente della società, dopo l'approdo di Mandarić in novembre allo Sheffield Weds. Il Leicester fu tra le favorite nella stagione 2011-12, ma nell'ottobre 2011 – successivamente ad un'altra partenza in sordina – Sven-Göran Eriksson lasciò il club. Tre settimane dopo, il 15 novembre 2011, Nigel Pearson fu richiamato sulla panchina delle Foxes e le condusse fino al sesto posto finale nel campionato 2012-2013, guadagnando l'accesso ai play-off, dove, in semifinale, il Leicester fu eliminato dal Watford.

### Il ritorno in Premier League
Il ritorno in massima serie avviene un anno più tardi, nell'aprile 2014. Il 21 settembre la squadra si rese protagonista di una rimonta ai danni del Manchester United dal 3-1 al 5-3. Un finale di campionato con sette vittorie in nove giornate portò alla salvezza; l'allenatore Nigel Pearson, per motivi estranei alla gestione sportiva, non fu tuttavia confermato e il 13 luglio viene sostituito dall'italiano Claudio Ranieri.

### Il titolo con Ranieri

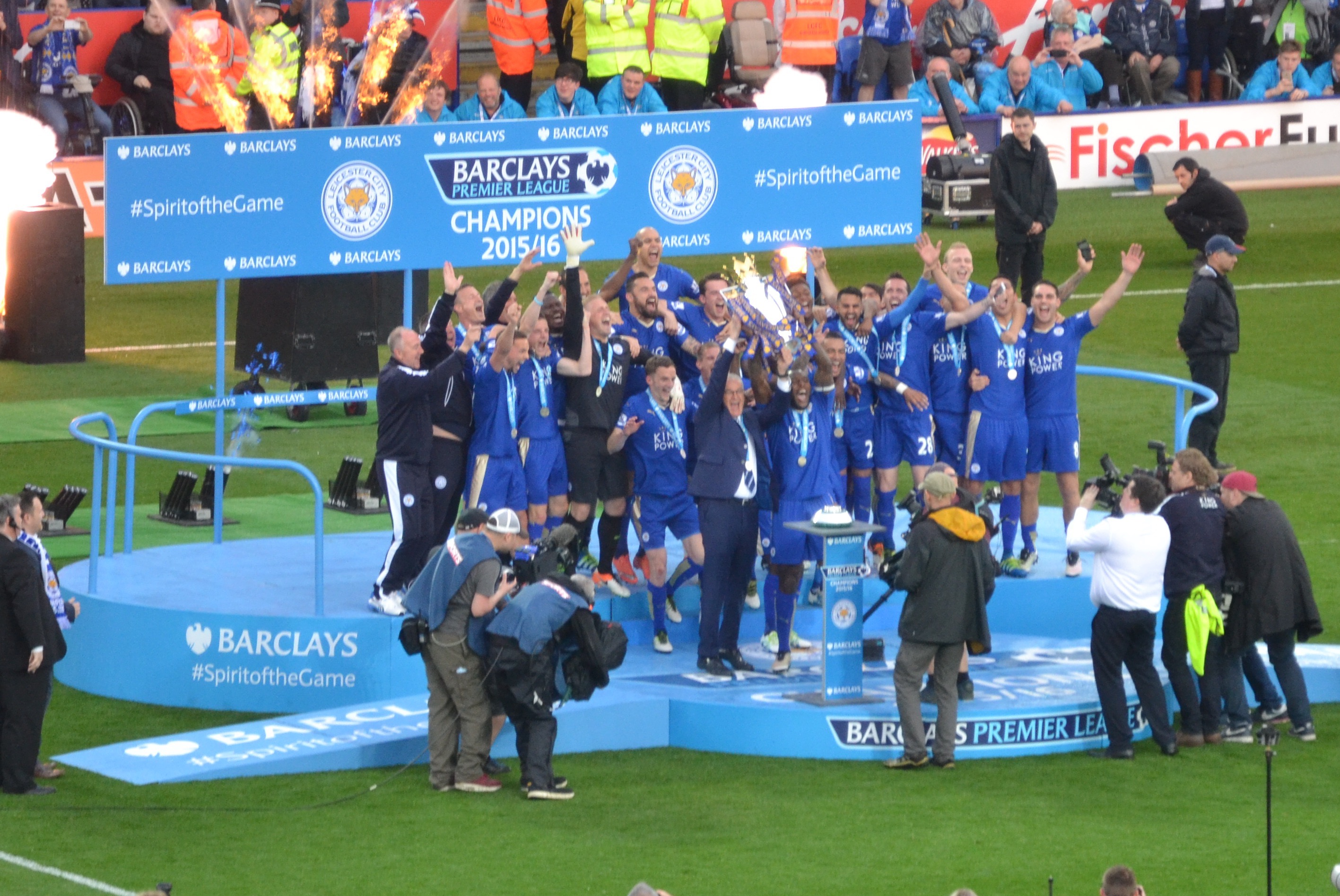
Le Foxes alzano al cielo il trofeo della Premier League.

In avvio di stagione il Leicester si propose, contro qualsiasi pronostico, nelle posizioni di vertice della Premier League, fino ad issarsi in prima posizione. Grazie soprattutto alle vittorie negli scontri diretti con le altre squadre di prima fascia, e trascinata dal centravanti Jamie Vardy (miglior marcatore stagionale della squadra nonché secondo migliore realizzatore del campionato dopo Harry Kane) e dal centrocampista offensivo Riyad Mahrez, la compagine di Leicester riuscì a mantenere il primato e si assicurò la qualificazione alla UEFA Champions League già in aprile. Beneficiando di un pareggio per 2-2 nel derby londinese fra Chelsea e Tottenham, la squadra di Ranieri ottenne, il 2 maggio 2016, la certezza aritmetica del titolo, laureandosi campione d'Inghilterra per la prima volta nella propria storia ultracentenaria. Questa vittoria, che diede alla squadra il diritto a giocare la Supercoppa d'Inghilterra, venne ampiamente celebrata come un trionfo da "favola" sia dai giornali nazionali sia da quelli esteri.

### Il debutto in Champions League
La nuova stagione si aprì con la sconfitta nella Supercoppa d'Inghilterra contro il Manchester United (2-1). Nell'autunno 2016 il Leicester di Ranieri, al debutto nella massima competizione europea, compì un'altra impresa, vincendo il proprio girone in anticipo e qualificandosi agli ottavi di finale. Il 23 febbraio 2017 l'allenatore Ranieri fu esonerato, a causa dello scivolamento del club in zona retrocessione al culmine di una serie negativa: gli subentrò Craig Shakespeare. Il 14 marzo, in virtù della vittoria per 2-0 contro il Siviglia, il Leicester ebbe accesso per la prima volta nella propria storia ai quarti di finale di UEFA Champions League, da cui fu eliminato dopo aver pareggiato per 1-1 in casa dell'Atlético Madrid, già vittorioso per 1-0 all'andata. La squadra inglese uscì dalla competizione conservando l'imbattibilità casalinga in Champions. Dopo l'esonero del tecnico italiano, il Leicester registrò una serie di risultati utili consecutivi in campionato, fino a raggiungere una tranquilla salvezza con il dodicesimo posto.

### Dalle coppe europee alla retrocessione
La stagione 2017-2018 vide l'avvicendamento tra Shakespeare e Claude Puel, che subentrò nell'ottobre 2017 e guidò la squadra al nono posto finale. L'annata successiva fu funestata da una tragedia: il 27 ottobre 2018, dopo la partita finita 1-1 in casa contro il West Ham, l'elicottero del presidente Vichai Srivaddhanaprabha si schiantò al suolo; nell'incidente morirono il presidente, il pilota ed altri tre passeggeri. Il 23 febbraio 2019 il tecnico francese venne esonerato dopo la sconfitta interna per 1-4, la quarta consecutiva in casa in campionato, contro il Crystal Palace. Lo rimpiazzò Brendan Rodgers, che condusse la squadra al nono posto nel 2018-2019.
L'annata 2019-2020 iniziò con ben otto vittorie consecutive, tra cui quella, storica, del 25 ottobre 2019, per 0-9 in casa del Southampton: fu la vittoria esterna più larga nella storia del campionato inglese. Malgrado la qualificazione alla UEFA Champions League sembrasse vicina, un calo nelle ultime giornate fece scivolare la squadra al quinto posto finale, sancito dalla sconfitta casalinga all'ultima giornata nello scontro diretto contro il Manchester Utd; le Foxes si qualificarono comunque all'Europa League, piazzando Jamie Vardy al primo posto nella classifica dei marcatori con 23 reti.
La stagione 2020-2021 vide il Leicester stazionare nelle posizioni di vertice della classifica inglese e vincere la Coppa d'Inghilterra per la prima volta nella storia del club, grazie al successo in finale contro il Chelsea per 1-0. L'annata seguente si aprì con la vittoria della Supercoppa d'Inghilterra, in virtù del successo per 1-0 contro il Manchester City, ma la squadra mancò la qualificazione alle coppe europee, chiudendo all'ottavo posto il campionato a causa di una sconfitta patita all'ultima giornata; in ambito europeo, dopo essere retrocessi dall'Europa League alla Conference League, gli uomini di Rodgers raggiunsero le semifinali di quest'ultima competizione. L'inizio della stagione 2022-2023 fu estremamente negativo: sette sconfitte nelle prime dieci giornate di campionato fecero precipitare la squadra all'ultimo posto, poi quattro vittorie in cinque gare consentirono alle Foxes di risalire parzialmente la china. A causa di risultati insoddisfacenti nelle successive gare e al progressivo incrinarsi del rapporto con i tifosi, il 2 aprile 2023 il club e il tecnico Rodgers optarono per la risoluzione consensuale del contratto. Ciò non bastò a evitare la retrocessione delle Foxes, a soli sette anni dal trionfo in campionato.
La risalita in Premier League fu immediata: sotto la guida dell'italiano Enzo Maresca, la promozione nella massima serie inglese viene centrata con due giornate d'anticipo rispetto alla fine del campionato di seconda serie 2023-2024. Tuttavia, la permanenza nella serie massima fu breve, tanto che il 20 aprile 2025 una sconfitta interna contro la capolista Liverpool sancisce la retrocessione in Championship delle "Foxes".

## Colori e simboli

### Colori

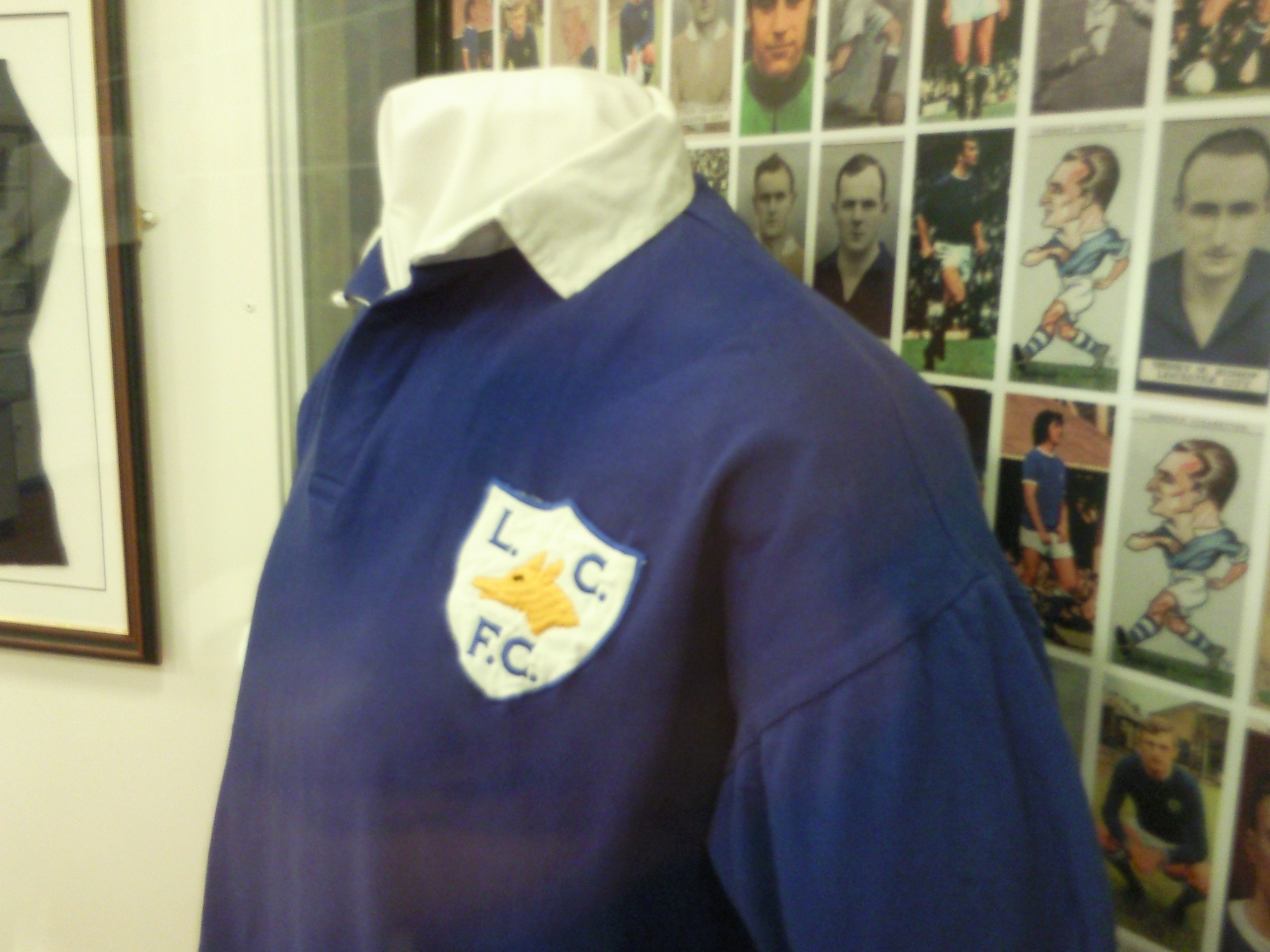
La casacca adottata nel 1948 fu la prima recante il simbolo del club ricamato sul petto.

Dopo aver adottato dal 1884 al 1886 maglie nere con sbarra diagonale azzurra sul torso, il club ha adottato quali colori sociali il blu reale (tinta tradizionalmente dominante sulle maglie casalinghe) e il bianco (tinta complementare e talora dominante nelle maglie esterne). Egualmente presente nel patrimonio dell'identità visiva delle Foxes è il colore giallo/dorato, molto ricorrente nelle finiture dei completi e talora dominante nelle casacche secondarie.
Le divise adottate per la stagione 2018-2019, con la firma di un nuovo contratto di sponsorizzazione, vengono prodotte dallo sponsor tecnico Adidas, e sono così strutturate:
- La divisa casalinga è costituita da una maglia blu con colletto a V bordato d'oro, decorata sul torso con una trama tono su tono a righe diagonali, con le caratteristiche tre strisce parallele di colore bianco sulle spalle; le maniche di un unico fondo blu bordate d'oro; pantaloncini blu con le tre strisce parallele bianche; calzettoni egualmente blu con fascia alta bianca solcata in maniera orizzontale dalle tre strisce parallele di colore blu, numerazione e scritte color bianco e nero[29].
- La maglia esterna è di colore grigio con colletto a girocollo bordato internamente d'arancio, decorata sul torso e sulle maniche con un motivo a righe orizzontali di diversa larghezza e quadri verticali regolari che intersecandosi tra loro producono una differente tonalità di grigio rispetto al tono di fondo; sulle fasce sulle spalle presenta le caratteristiche tre strisce parallele di colore giallo/dorato. I pantaloncini e i calzettoni sono in tinta unita grigia, con l'inserimento delle tre strisce parallele di colore giallo/dorato, mentre le scritte e la numerazione sono di colore bianco e nero[30].
- La terza divisa è integralmente bianca con colletto a V, decorata sul torso con una striscia orizzontale blu; la fascia delle spalle anteriore e posteriore è caratterizzata da una fascia blu; lungo i fianchi sono state inserite le tre strisce parallele di colore blu; le maniche di un unico fondo bianche; pantaloncini bianchi con le bordature inferiori e le tre strisce blu; calzettoni egualmente bianchi con fascia alta bianca solcata in maniera orizzontale dalle tre strisce parallele di colore blu, numerazione e scritte color blu e bianco[31].

Sponsor di maglia è il gruppo King Power, attivo a livello internazionale (principalmente in Asia) nella gestione di negozi duty-free ubicati in strutture aeroportuali e controllato dalla proprietà del club; sponsor di manica è Bia Saigon, società controllata dalla ThaiBev, multinazionale thailandese nel campo delle bevande.

### Simboli ufficiali
L'emblema della volpe è associato al club dal 1948; esso evoca la larga presenza di tale animale (e la diffusione della relativa pratica venatoria) nel Leicestershire. In virtù di ciò, i giocatori del club sono soprannominati "volpi" (Foxes in inglese).
Sempre riferito alla pratica della caccia era il corno adottato come simbolo nel 1941; tale strumento è poi rimasto associato al club, in quanto il suo suono viene diffuso all'atto dell'ingresso in campo della squadra nelle partite casalinghe.

#### Stemma
L'emblema societario adottato dal 1992 e successivamente modificato lievemente negli anni seguenti è costituito da un cerchio bianco-blu contenente il muso di una volpe sovrapposto ad un cinquefoglia bianco (mutuato dallo stemma cittadino di Leicester). Nella corona circolare esterna è inscritta la denominazione societaria, a caratteri stampatelli azzurri.
In occasione del centoventicinquesimo anniversario di fondazione, nella stagione 2009–2010, al di sotto dello stemma venne inserita una striscia contenente la dicitura 125 years; nell'emblema vero e proprio venne inserito un bordo d'oro, la volpe venne egualmente ricolorata d'oro e nella corona esterna venne sostituita la dicitura Football Club con 1884-2009.

Stemma adottato dal 1992 al 2009
Stemma adottato per il 125º anniversario di fondazione, nel 2009
Stemma adottato dal 2009

#### Mascotte
La mascotte del club è una volpe chiamata Filbert Fox, il cui nome ricalca quello della strada in cui sorge il King Power Stadium.

### Inno
L'inno ufficiale del Leicester City è il brano When You're Smiling, nella versione eseguita da Jersey Budd, mentre il motto ufficiale è Foxes Never Quit (letteralmente "Le volpi non mollano mai").

## Strutture

### Stadio

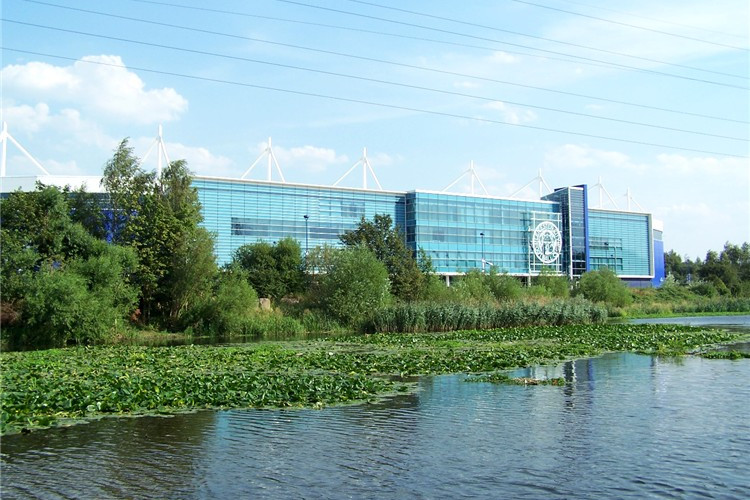
Leicester City Stadium visto dal Grand Union Canal

Nei primi sette anni di esistenza, dal 1884 al 1891, il club adottò vari terreni per disputarvi le gare casalinghe. Una prima sistemazione stabile fu raggiunta nel 1891, allorché la squadra si spostò al campo di Filbert Street, che tra vari interventi di ampliamento ed adeguamento rimase lo stadio casalingo del Leicester fino al 2002, allorché venne demolito e sostituito dal moderno Leicester City Stadium, costruito a poca distanza e noto per ragioni di sponsorizzazione anche come King Power Stadium.

## Società

### Organigramma societario
Aggiornato all'8 agosto 2019.
- Aiyawatt Srivaddhanaprabha – presidente
- Apichet Srivaddhanaprabha – vicepresidente
- Liu Shilai – vicepresidente
- Susan Whelan – amministratore delegato
- Simon Capper – direttore finanziario
- Jon Rudkin – direttore area sportiva
- Andrew Neville – direttore operativo area sportiva
- Dan Barnett – direttore commerciale
- Mags Mernagh – direttore proprietà ed infrastrutture
- Matthew Phillips – consulente generale
- Kevin Barclay – direttore operativo e responsabile della sicurezza
- Nick Oakley – direttore strategia commerciale
- Anthony Herlihy - direttore comunicazione

### Sponsor
Di seguito la cronologia dei fornitori tecnici e degli sponsor ufficiali del Leicester City F. C.
| Cronologia degli sponsor tecnici - fino al 1962 … - 1962-1964 Bukta - 1964-1976 … - 1976-1979 Admiral - 1979-1983 Umbro - 1983-1988 Admiral - 1988-1990 Scoreline - 1990-1992 Bukta - 1992-2000 Fox Leisure - 2000-2005 Le Coq Sportif - 2005-2007 JJB - 2007-2009 Jako - 2009-2010 Joma - 2010-2012 Burrda - 2012-2018 Puma - 2018- Adidas | Cronologia degli sponsor ufficiali - fino al 1983 nessuno - 1983-1986 Ind Coope - 1986-1987 John Bull - 1987-2001 Walkers - 2001-2003 LG - 2003-2007 Alliance & Leicester - 2007-2009 Topps Tiles - 2009-2010 Jessops (prima maglia), Loros (seconda maglia) - 2018- King Power/Bia Saigon - 2020-2021 Smiles With You/Bia Saigon - 2010-2021 King Power - 2021- FBS |

## Allenatori e presidenti
Di seguito le liste degli allenatori e dei presidenti.
- 1884–1892  Ernest Marson
- 1892–1894  George Johnson
- 1894–1895  J. Lee
- 1895–1897  Henry Jackson
- 1897–1898  William Clark
- 1898–1912  George Johnson
- 1912–1914  John W. Bartlett
- 1914–1915  Louis Ford
- 1915–1919  Harry Linney
- 1919-1926  Peter Hodge
- 1926-1931  Willie Orr
- 1931-1932  Willie Orr (lug.-gen.)
Commissione (gen.-mar.)
 Peter Hodge (mar.-giu.)
- 1932-1934  Peter Hodge
- 1934-1935  Peter Hodge (lug.-ago.)
Commissione (ago.-ott.)
 Arthur Lochhead (ott.-giu.)
- 1935-1936  Arthur Lochhead
- 1936-1937  Arthur Lochhead (lug.-set.)
Commissione (set.-ott.)
 Frank Womack (ott.-giu.)
- 1937-1939  Frank Womack
- 1939-1945  Tom Bromilow
- 1945-1946  Tom Mather (ago.-mar.)
 Johnny Duncan (mar.-giu.)
- 1946-1949  Johnny Duncan
- 1949-1950  Johnny Duncan (lug.-ott.)
Commissione (ott.-dic.)
 Norman Bullock (dic.-giu.)
- 1950-1954  Norman Bullock
- 1954-1955  Norman Bullock (lug.-feb.)
Commissione (feb.-mag.)
 Dave Halliday (giu.)
- 1955-1958  Dave Halliday
- 1958-1959  Dave Halliday (lug.-nov.)
 Matt Gillies (nov.-giu.)
- 1959-1968  Matt Gillies
- 1968-1969  Matt Gillies (lug.-nov.)
 Frank O'Farrell (dic.-giu.)
- 1969-1970  Frank O'Farrell
- 1970-1971  Frank O'Farrell (lug.-giu.)
 Jimmy Bloomfield (giu.)
- 1971-1976  Jimmy Bloomfield
- 1976-1977  Jimmy Bloomfield (lug.-mag.)
 Frank McLintock (giu.)
- 1977-1978  Frank McLintock (lug.-apr.)
 Ian MacFarlane (apr.-mag.)
 Jock Wallace (mag.-giu.)
- 1978-1982  Jock Wallace
- 1982-1983  Jock Wallace (lug.)
 Gordon Milne (ago.-giu.)
- 1983-1985  Gordon Milne
- 1985-1986  Gordon Milne (lug.-giu.)
 Gordon Milne &  Bryan Hamilton (giu.)
- 1986-1987  Gordon Milne &  Bryan Hamilton (lug.-mag.)
 Bryan Hamilton (mag.-giu.)
- 1987-1988  Bryan Hamilton (lug.-dic.)
 David Pleat (dic.-giu.)
- 1988-1990  David Pleat
- 1990-1991  David Pleat (lug.-gen.)
 Gordon Lee (gen.-mag.)
 Brian Little (mag.-giu.)
- 1991-1994  Brian Little
- 1994-1995  Brian Little (lug.-nov.)
 Kevin MacDonald &  Tony McAndrew (nov.-dic.)
 Mark McGhee (dic.-giu.)
- 1995-1996  Mark McGhee (lug.-dic.)
 David Nish,  Chris Turner,  Garry Parker &  Steve Walsh (dic.)
 Martin O'Neill (dic.-giu.)
- 1996-1999  Martin O'Neill
- 1999-2000  Martin O'Neill (lug.-giu.)
 Peter John Taylor (giu.)
- 2000-2001  Peter John Taylor
- 2001-2002  Peter John Taylor (lug.-set.)
 Garry Parker (set.-ott.)
 Dave Bassett (ott.-apr.)
 Micky Adams (apr.-giu.)
- 2002-2004  Micky Adams
- 2004-2005  Micky Adams (lug.-ott.)
 Dave Bassett &  Howard Wilkinson (ott.)
 Craig Levein (nov.-giu.)
- 2005-2006  Craig Levein (lug.-gen.)
 Rob Kelly (gen.-giu.)
- 2006-2007  Rob Kelly (lug.-apr.)
 Nigel Worthington (apr.-mag.)
 Martin Allen (mag.-giu.)
- 2007-2008  Martin Allen (lug.-ago.)
 Gary Megson (set.-ott.)
 Ian Holloway (ott.-mag.)
 Nigel Pearson (giu.)
- 2008-2009  Nigel Pearson
- 2009-2010  Nigel Pearson (lug.-giu.)
- 2010-2011  Paulo Sousa (lug.-ott.)
 Sven-Göran Eriksson (ott.-giu.)
- 2011-2012  Sven-Göran Eriksson (lug.-ott.)
 Nigel Pearson (ott.-giu.)
- 2012-2015  Nigel Pearson
- 2015-2016  Claudio Ranieri
- 2016-2017  Claudio Ranieri (lug.-feb.)
 Craig Shakespeare (feb.-ott.)
 Claude Puel (ott.-giu.)
- 2018-2019  Claude Puel
 Brendan Rodgers (feb.-giu.)
- 2019-2022  Brendan Rodgers
- 2022-2023  Brendan Rodgers (lug.-apr.) 
 Adam Sadler (apr.)
 Dean Smith (apr.-giu.)
- 2023-2024  Enzo Maresca
- 2024-2025  Steve Cooper (lug.-nov.) 
 Ben Dawson (nov.)
 Ruud van Nistelrooij (nov.-giu.)
- 2025-  Martí Cifuentes

- fino al 2003
- 2003-2006  Jim McCahill
- 2006-2007  Andrew Taylor
- 2007  Jim McCahill
- 2007-2010  Milan Mandarić
- 2010-2018  Vichai Srivaddhanaprabha
- 2018-  Aiyawatt Srivaddhanaprabha

## Calciatori

### Calciatori ammessi nella Hall of Fame del calcio inglese
Sei giocatori che hanno militato nelle file del Leicester sono stati ammessi nella Hall of Fame del calcio inglese:
- Gordon Banks, ammesso nel 2002[41]
- Peter Shilton, 2002[41]
- Gary Lineker, 2003[42]
- Don Revie, 2004 (allenatore)[43]
- Frank McLintock, 2009[44][45]
- Jamie Vardy, 2015

### Giocatori ammessi nella Football League 100 Legends
Cinque giocatori che hanno militato nelle file del Leicester sono stati inclusi nella lista della Football League 100 Legends:
- Arthur Rowley
- Gordon Banks
- Frank McLintock
- Peter Shilton
- Gary Lineker

### Player of the Year
A partire dal 1988 il premio Player of the Year (calciatore dell'anno) viene assegnato dai tifosi al termine di ogni stagione.
- Steve Walsh (1987-1988)
- Alan Paris (1988-1989)
- Gary Mills (1989-1990)
- Tony James (1990-1991)
- Gary Mills (1991-1992)
- Colin Hill (1992-1993)

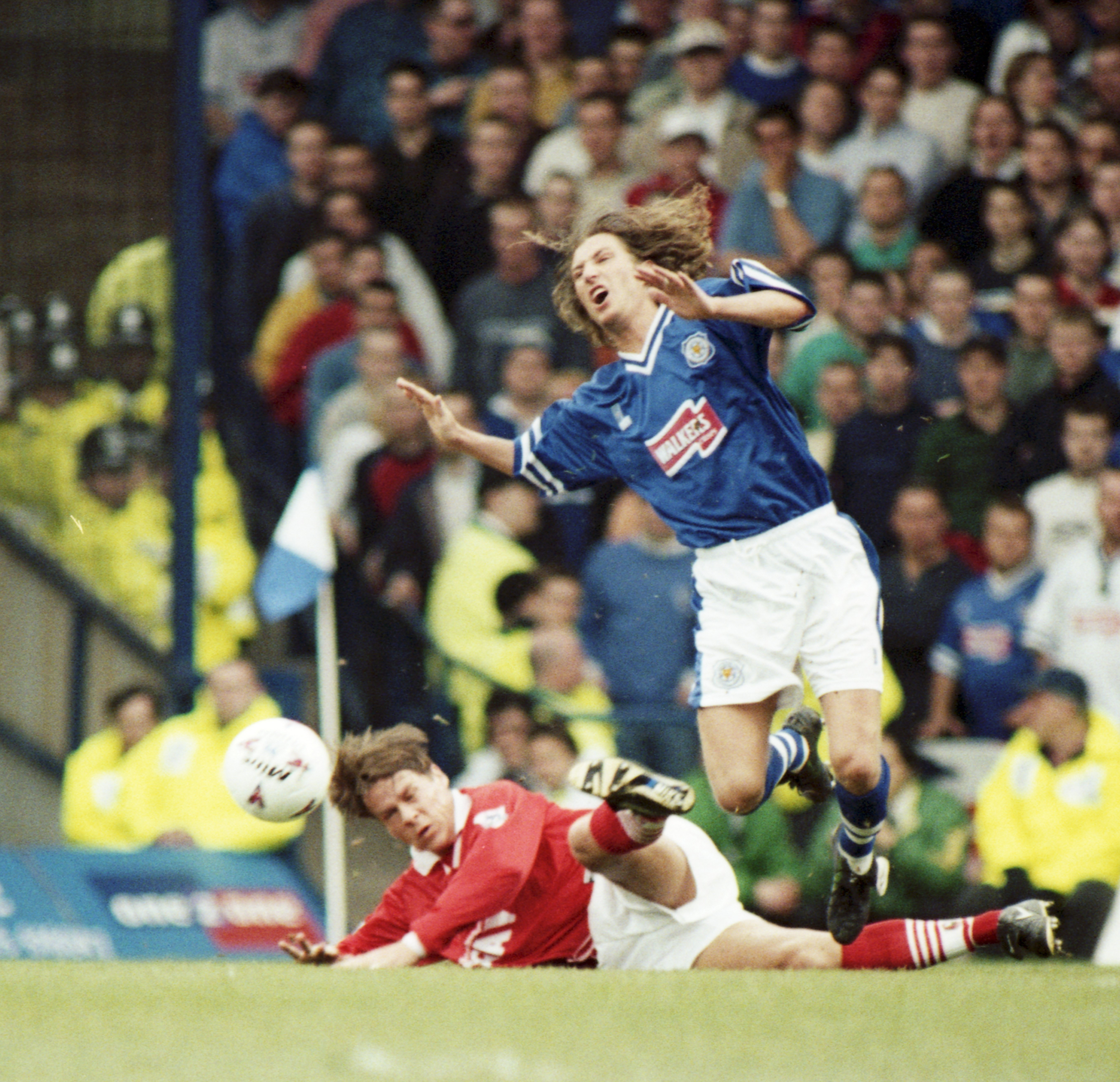
Robbie Savage, player of the year per due stagioni consecutive (2000-2002).

- Simon Grayson (1993-1994)
- Kevin Poole (1994-1995)
- Garry Parker (1995-1996)
- Simon Grayson (1996-1997)
- Matt Elliott (1997-1998)
- Tony Cottee (1998-1999)
- Gerry Taggart (1999-2000)
- Robbie Savage (2000-2001)
- Robbie Savage (2001-2002)
- Paul Dickov (2002-2003)
- Les Ferdinand (2003-2004)

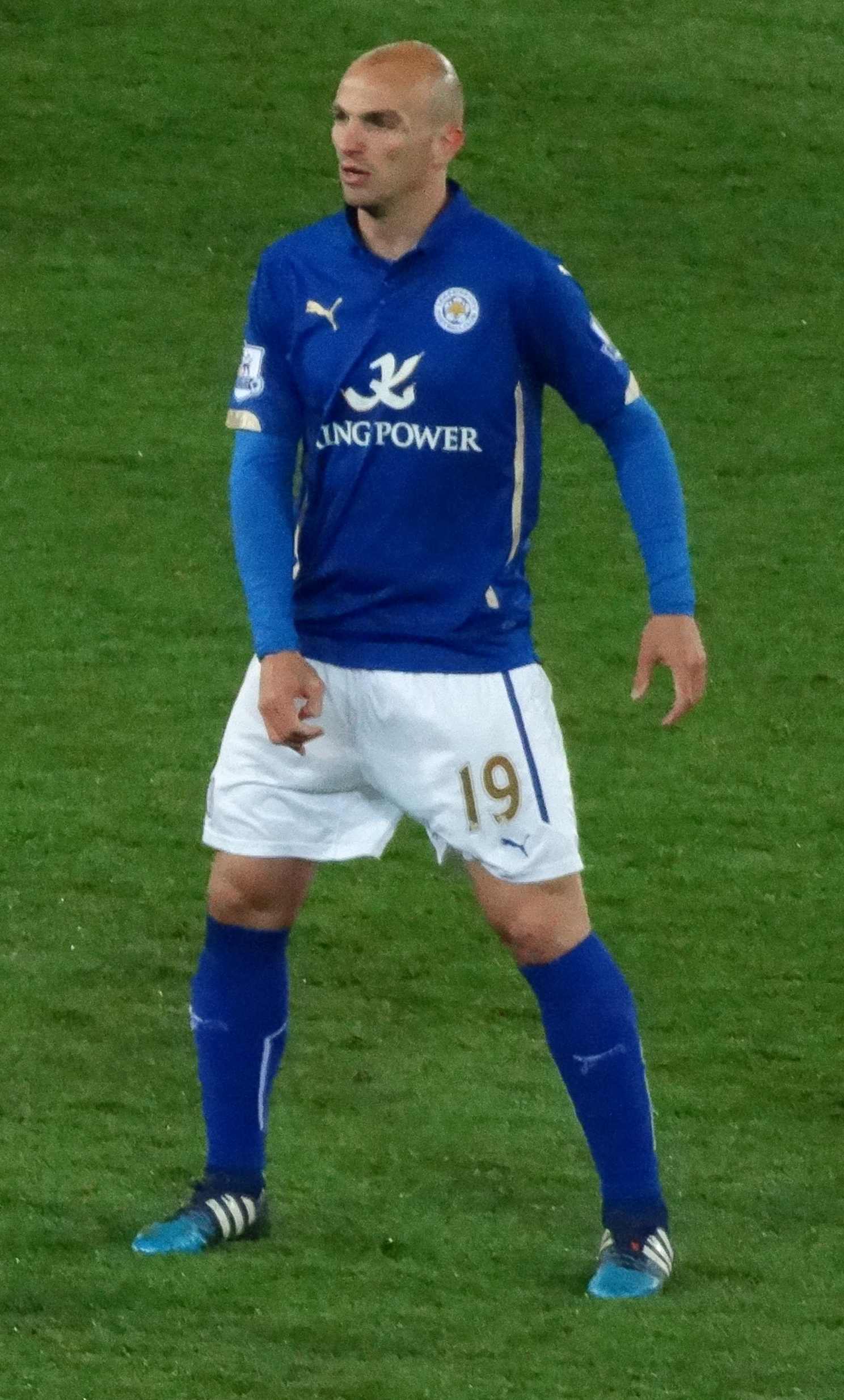
Esteban Cambiasso, player of the year per la stagione 2014-2015.

- Danny Tiatto (2004-2005)
- Joey Guðjónsson (2005-2006)
- Iain Hume (2006-2007)
- Richard Stearman (2007-2008)
- Steve Howard (2008-2009)
- Jack Hobbs (2009-2010)
- Richie Wellens (2010-2011)
- Kasper Schmeichel (2011-2012)
- Wes Morgan (2012-2013)
- Danny Drinkwater (2013-2014)
- Esteban Cambiasso (2014-2015)
- Riyad Mahrez (2015-2016)
- Kasper Schmeichel (2016-2017)
- Harry Maguire (2017-2018)
- Ricardo Pereira (2018-2019)
- Jamie Vardy (2019-2020)

### Capitani
Di seguito la lista dei capitani.
- ... (1884-1987)

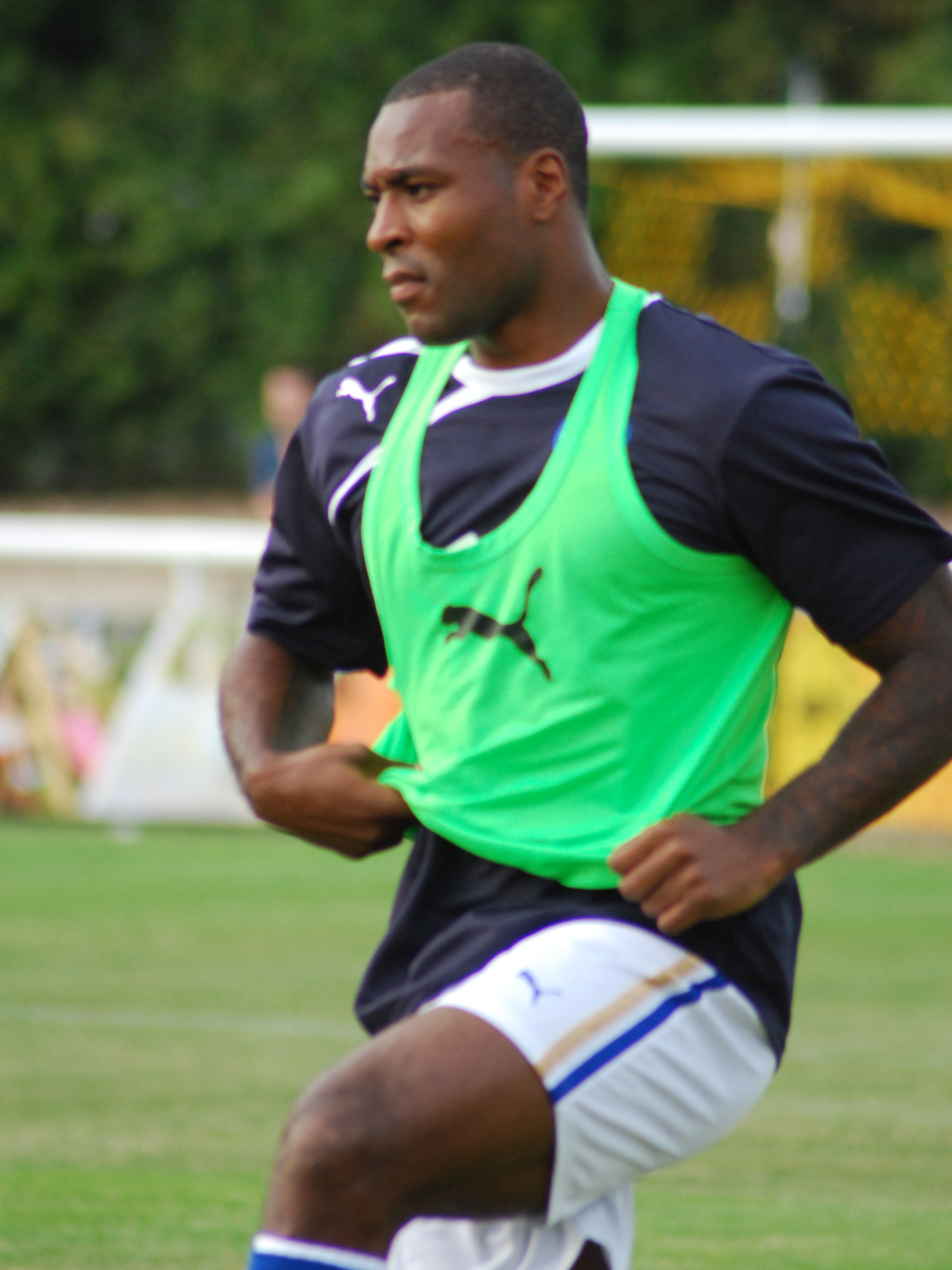
Wes Morgan, capitano del club dal 2012 al 2021

- Ally Mauchlen (1987–1992)
- Steve Walsh (1992–1993)
- Gary Mills (1993–1994)
- Garry Parker (1995–1996)
- Steve Walsh (1996–1999)
- Matt Elliott (1999–2005)
- Danny Tiatto (2005–2006)
- Paddy McCarthy (2006–2007)
- Stephen Clemence (2007–2008)
- Matt Oakley (2008–2011)
- Matt Mills (2011–2012)
- Wes Morgan (2012–2021)
- Kasper Schmeichel (2021-2022)
- Jamie Vardy (2023–)

### Vincitori di titoli
Campioni del mondo
- Gordon Banks (Inghilterra 1966)

Campioni d'Europa
- Nikos Dabizas (Portogallo 2004)

Campioni d'Africa
- Nampalys Mendy (Camerun 2021)

## Palmarès
Il Leicester City è attualmente uno dei cinque club, tra cui Manchester United, Manchester City, Chelsea e Liverpool, ad aver vinto la Premier League, la FA Cup e la Coppa di Lega nel 21º secolo. Dall'inizio del millennio, è il sesto club di maggior successo nel calcio inglese e uno dei 14 club ad aver vinto tutte e quattro le principali competizioni nazionali.

### Competizioni nazionali
- Campionato inglese: 1

2015-2016
- Coppa d'Inghilterra: 1

2020-2021
- Coppa di Lega inglese: 3

1963-1964, 1996-1997, 1999-2000
- Charity/Community Shield:  2

1971, 2021
- Football League Championship: 8  (record)

1924-1925, 1936-1937, 1953-1954, 1956-1957, 1970-1971, 1979-1980, 2013-2014, 2023-2024
- Football League One: 1

2008-2009

### Competizioni minori
- War League South: 1

1942
- Midland Cup: 1

1941

## Statistiche e record

### Partecipazione ai campionati
| Livello | Categoria       | Partecipazioni | Debutto   | Ultima stagione | Totale |
| ------- | --------------- | -------------- | --------- | --------------- | ------ |
| 1º      | First Division  | 38             | 1908-1909 | 1986-1987       | 53     |
| 1º      | Premier League  | 15             | 1994-1995 | 2022-2023       | 53     |
| 2º      | Second Division | 49             | 1894-1895 | 1991-1992       | 64     |
| 2º      | First Division  | 4              | 1992-1993 | 2002-2003       | 64     |
| 2º      | Championship    | 11             | 2004-2005 | 2025-2026       | 64     |
| 3º      | League One      | 1              | 2008-2009 | 2008-2009       | 1      |

### Partecipazioni ai tornei internazionali
| Competizione                  | Partecipazioni | Debutto   | Ultima stagione | Totale |
| ----------------------------- | -------------- | --------- | --------------- | ------ |
| UEFA Champions League         | 1              | 2016-2017 | 2016-2017       | 1      |
| Coppa UEFA                    | 2              | 1997-1998 | 2000-2001       | 4      |
| UEFA Europa League            | 2              | 2020-2021 | 2021-2022       | 4      |
| Coppa delle Coppe UEFA        | 1              | 1961-1962 | 1961-1962       | 1      |
| UEFA Europa Conference League | 1              | 2021-2022 | 2021-2022       | 1      |

### Statistiche individuali
Di seguito le top 10 dei primatisti di presenze e reti.
In grassetto i giocatori ancora in attività con il club.
Statistiche aggiornate al 31 gennaio 2025.
| Record di presenze - 599 Graham Cross (1960-1976) - 557 Adam Black (1920-1935) - 500 Jamie Vardy (2012-2025) - 480 Kasper Schmeichel (2011-2022) - 460 Hugh Adcock (1923-1935) - 460 Mark Wallington (1971-1985) - 450 Steve Walsh (1986-2000) - 419 Arthur Chandler (1923-1935) - 413 John Sjoberg (1958-1973) - 409 Mal Griffiths (1938-1956) | Record di reti - 273 Arthur Chandler (1923-1935) - 265 Arthur Rowley (1950-1958) - 200 Jamie Vardy (2012-2025) - 156 Ernie Hine (1926-1932) - 117 Derek Hines (1948-1961) - 114 Arthur Lochhead (1925-1934) - 103 Gary Lineker (1978-1985) - 97 Mike Stringfellow (1962-1975) - 95 Johnny Duncan (1922-1930) - 91 Jimmy Walsh (1956-1964) |

## Organico

### Rosa 2025-2026
Rosa aggiornata al 10 agosto 2025.
| N. |                        | Ruolo | Calciatore         |
| -- | ---------------------- | ----- | ------------------ |
| 2  | Inghilterra (bandiera) | D     | James Justin       |
| 3  | Belgio (bandiera)      | D     | Wout Faes          |
| 4  | Inghilterra (bandiera) | D     | Conor Coady        |
| 5  | Italia (bandiera)      | D     | Caleb Okoli        |
| 6  | Nigeria (bandiera)     | C     | Wilfred Ndidi      |
| 7  | Ghana (bandiera)       | C     | Abdul Fatawu       |
| 8  | Inghilterra (bandiera) | C     | Harry Winks        |
| 10 | Inghilterra (bandiera) | A     | Stephy Mavididi    |
| 11 | Marocco (bandiera)     | C     | Bilal El Khannouss |
| 14 | Giamaica (bandiera)    | A     | Bobby Reid         |
| 16 | Danimarca (bandiera)   | D     | Victor Kristiansen |
| 18 | Ghana (bandiera)       | A     | Jordan Ayew        |
| 19 | Francia (bandiera)     | A     | Odsonne Edouard    |
| 20 | Zambia (bandiera)      | A     | Patson Daka        |
| 21 | Portogallo (bandiera)  | D     | Ricardo Pereira    |
| 22 | Inghilterra (bandiera) | C     | Oliver Skipp       |

| N. |                        | Ruolo | Calciatore         |
| -- | ---------------------- | ----- | ------------------ |
| 23 | Danimarca (bandiera)   | D     | Jannik Vestergaard |
| 24 | Francia (bandiera)     | C     | Boubakary Soumaré  |
| 25 | Francia (bandiera)     | D     | Woyo Coulibaly     |
| 26 | Inghilterra (bandiera) | D     | Ben Nelson         |
| 27 | Portogallo (bandiera)  | A     | Wanya Marçal       |
| 28 | Irlanda (bandiera)     | A     | Thomas Cannon      |
| 31 | Danimarca (bandiera)   | P     | Daniel Iversen     |
| 32 | Inghilterra (bandiera) | C     | Michael Golding    |
| 33 | Inghilterra (bandiera) | D     | Luke Thomas        |
| 35 | Irlanda (bandiera)     | A     | Kasey McAteer      |
| 39 | Zimbabwe (bandiera)    | A     | Tawanda Maswanhise |
| 40 | Argentina (bandiera)   | C     | Facundo Buonanotte |
| 41 | Polonia (bandiera)     | P     | Jakub Stolarczyk   |
| 47 | Inghilterra (bandiera) | C     | Arjan Raikhy       |
| 93 | Inghilterra (bandiera) | C     | Jeremy Monga       |

### Staff tecnico
Dal sito Internet ufficiale della società.
Area tecnica
- Martí Cifuentes - Allenatore
- Xavi Calm - Allenatore in seconda
- Andrew Hughes - Collaboratore tecnico
- Ben Dawson - Collaboratore tecnico
- Brian Barry-Murphy - Collaboratore tecnico
- Andy King - Collaboratore tecnico
- Danny Alcock - Allenatore dei portieri
- Jelle ten Rouwelaar - Allenatore dei portieri
- Paul McAndrew – Magazziniere
- Jon Sanders – Rapporti con la squadra

Area sanitaria
- Simon Morris – Resp. area sanitaria e medico sociale
- Gary Silk – Capo fisioterapista
- Niall Stevens – Fisioterapista
- Reuben Walker – Massaggiatore
- Rob Smith – Massaggiatore
- Fiona Gore – Massaggiatore

Ricerca scientifica e preparazione atletica
- Matt Reeves – Resp. settore ricerca e analisi scientifica
- Tom Joel – Capo Analista
- Tom Iaciofano – Analista
- Mitch Willis – Preparatore atletico
- Peter Habershon – Preparatore atletico
- Pete Clark – Analista preparazione atletica e performance
- Matthew Edge – Analista preparazione atletica e performance

## Tifoseria

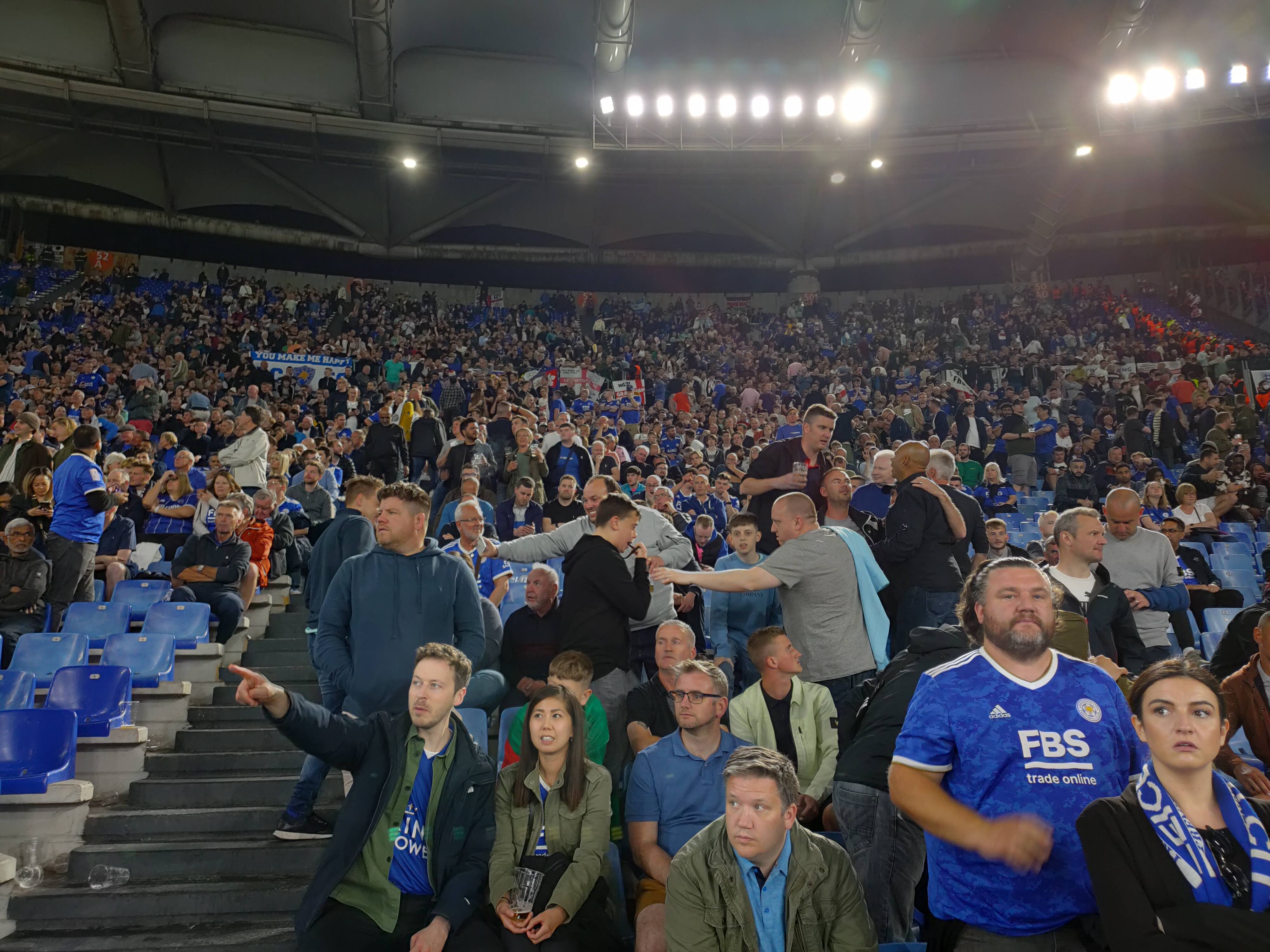
Tifosi del Leicester City in trasferta all'Olimpico di Roma, per la semifinale di ritorno della UEFA Europa Conference League 2021-2022.

Essendo una squadra dell'East Midlands, sono molte le formazioni con cui il Leicester City può vantarsi di avere dei derby. I più sentiti sono sicuramente quelli contro Derby County e Nottingham Forest. Ma anche altre squadre possono vantare delle rivalità dovute soprattutto all'ambito geografico con le Foxes: Notts County, Northampton Town, Mansfield Town, Lincoln City, Boston Utd e Chesterfield.
Il derby geograficamente più vicino è quello con il Coventry City, denominato The M69 Derby dal nome della strada che unisce i due centri, Leicester e Coventry, distanti appena 24 miglia. Altri incontri noti semplicemente come derby delle Midlands vengono disputati contro: Birmingham City, West Bromwich, Wolverhampton e Aston Villa.